# 이지용 (배우)
이지용(1975년 12월 3일 ~ )은 대한민국의 배우이다.

## 학력
- 서울예술대학교 <방송연예과>

## 출연작

### 영화
- 《튤립 모양》 (2023년) - 윤영석 역
- 《AI her》 (2021년) - 사변호사 역
- 《낙인》 (2021년) - 국정원역
- 《퀴즈왕》 (2010년) - 도지용 역
- 《굿모닝 프레지던트》 (2009년) - 한경자 대통령 사위 역
- 《가면》 (2007년) - 배달원 역
- 《바르게 살자》 (2007년) - 김 대리 역
- 《거룩한 계보》 (2006년) - 경비병 역
- 《다섯 개의 시선 - 고마운 사람》 (2006년) - 윤경신 역
- 《박수칠 때 떠나라》 (2005년) - 주유원 역
- 《아는 여자》 (2004년) - 강도 2 역
- 《웨이크》 (2004년) - 소녀의 친구 역
- 《여우비》 (2002년)
- 《번지 점프를 하다》 (2001년) - 곽윤정 역
- 《까》 (1998년) - 현장기자 역

### 드라마
- 《어쩌다 전원일기》 (2022년, 카카오TV 넷플릭스) -  지율부 역
- 《야식남녀》 (2020년, JTBC) - 한창민 기자 역
- 《천 번의 입맞춤》 (2011년, MBC) - 구진섭 역
- 《미워도 다시 한 번 2009》 (2009년, KBS2) - 최영신 기자 역
- 《파란만장 미스김 10억 만들기》 (2004년, SBS) - 김과장 역

### 연극
- 《리턴 투 햄릿》
- 《혈맥》
- 《택시드리벌》
- 《웰컴 투 동막골》
- 《아리랑 드림》

### 광고
- 박카스